# San Carlos del Zulia
San Carlos del Zulia ist eine Stadt und Verwaltungssitz des Bezirks Colón im venezolanischen Bundesstaat Zulia. Die Stadt liegt am Ufer des Flusses Escalante und nahe südlich des Maracaibo-Sees. Die durchschnittliche Jahrestemperatur beträgt 28 °C.
San Carlos del Zulia wurde am 14. März 1778 von Kapitän Nicolás José Antúnez Pacheco y de la Cruz, Leiter der Stadt Maracaibo, zusammen mit Leutnant Ramón Hernández de la Calle, gegründet. Die spanische Verwaltung wollte damit die Kontrolle über die Motilon-Indianer der Region ausüben.
Am 23. März 1778 kamen die ersten Siedler. Rafael Echeverría wurde der erste Bürgermeister.
Zum Zeitpunkt der Volkszählung von 2011 hatte die Stadt etwa 57.000 Einwohner. Es gibt einen Flughafen und ein Wärmekraftwerk.
Die Stadt ist durch eine Nationalstraße mit der Stadt Encontrados (44 km) und El Vigía (59 km) verbunden. Zu den Mais- und Bananenfeldern sowie in die Viehzuchtgebiete bestehen diverse andere Wege und Straßen.
San Carlos ist über zwei Brücken mit ihrer, rechts des Rio Escalante liegenden Nachbarstadt Santa Barbara verbunden.